# Mika Kallio
Mika Kallio (8 de noviembre de 1982, Valkeakoski, Finlandia) es un piloto profesional de motociclismo que actualmente se desempeña como piloto de pruebas y desarrollo para el equipo Red Bull KTM Factory Racing. Su labor consiste en probar piezas nuevas en las jornadas de test oficiales o privadas, además de correr algunos grandes premios como wildcard.

## Biografía
En 2002 comenzó su andadura por el gran circo, y siendo el mejor debutante en 125cc, al año siguiente fichó por la marca KTM. En esta escudería consiguió sus mejores carreras y sus mejores posiciones finales, conquistó siete carreras en 125cc en sus cinco años, para conseguir dos subcampeonatos consecutivos.
Tras no alzarse con el campeonato, Mika confió en sus posibilidades y ascendió de categoría, a 250cc. En esta categoría pilotó una KTM, al igual que en 125cc. Su primera temporada fue buena consiguiendo el séptimo puesto en la final consiguiendo dos victorias. Al año siguiente, su segundo año en 250cc, conquistó el tercer puesto en la clasificación final, consiguiendo tres victorias y dos poles.
Tras sus dos años en 250cc decide subir a la categoría reina en 2009, con el equipo Pramac Racing. Esta temporada para Mika Kallio fue de adaptación ya que no hizo buenas carreras y quedó decimoquinto en la clasificación. El 30 de septiembre de 2009 anunció que había renovado por un año más con el equipo Pramac Racing.
Actualmente ha dado un paso atrás y corre en la categoría Moto2 con el equipo Marc VDS Racing Team.
En 2018, Kallio sufrió una grave lesión en la rodilla cuando corría como en uno de los wildards programados en el Gran Premio de Alemania en julio de 2018, interrumpiendo el programa de pruebas de KTM, lo que provocó que la fábrica contratara a Randy De Puniet como piloto de pruebas de reemplazo para el resto de 2018, por esta razón KTM decidió que sus pilotos de pruebas no corran carreras como wildcard por el riesgo de lesiones que pongan en riesgo su programa de desarrollo.

## Resultados

### Por temporadas
| Temp. | Cat.   | Moto     | Equipo                      | Carreras | Victorias | Podios | Poles | V.Ráp. | Pts  | Pos  |
| ----- | ------ | -------- | --------------------------- | -------- | --------- | ------ | ----- | ------ | ---- | ---- |
| 2001  | 125cc  | Honda    | Team Red Devil Honda        | 2        | 0         | 0      | 0     | 0      | 0    | NC   |
| 2002  | 125cc  | Honda    | Red Devil Honda             | 16       | 0         | 0      | 0     | 0      | 78   | 11.º |
| 2003  | 125cc  | Honda    | Ajo Motorsport              | 16       | 0         | 1      | 0     | 0      | 88   | 11.º |
| 2003  | 125cc  | KTM      | KTM-Red Bull                | 16       | 0         | 1      | 0     | 0      | 88   | 11.º |
| 2004  | 125cc  | KTM      | KTM-Red Bull                | 16       | 0         | 1      | 0     | 0      | 86   | 10.º |
| 2005  | 125cc  | KTM      | Red Bull KTM GP125          | 16       | 4         | 10     | 8     | 3      | 237  | 2.º  |
| 2006  | 125cc  | KTM      | Red Bull KTM GP125          | 16       | 3         | 11     | 4     | 1      | 262  | 2.º  |
| 2007  | 250cc  | KTM      | Red Bull KTM 250            | 17       | 2         | 4      | 2     | 2      | 157  | 7.º  |
| 2008  | 250cc  | KTM      | Red Bull KTM 250            | 16       | 3         | 6      | 0     | 2      | 196  | 3.º  |
| 2009  | MotoGP | Ducati   | Pramac Racing               | 16       | 0         | 0      | 0     | 0      | 71   | 15.º |
| 2009  | MotoGP | Ducati   | Ducati Marlboro             | 16       | 0         | 0      | 0     | 0      | 71   | 15.º |
| 2010  | MotoGP | Ducati   | Pramac Racing               | 16       | 0         | 0      | 0     | 0      | 43   | 17.º |
| 2011  | Moto2  | Suter    | Marc VDS Racing Team        | 16       | 0         | 1      | 0     | 0      | 61   | 16.º |
| 2012  | Moto2  | Kalex    | Marc VDS Racing Team        | 17       | 0         | 1      | 0     | 0      | 130  | 6.º  |
| 2013  | Moto2  | Kalex    | Marc VDS Racing Team        | 17       | 1         | 4      | 1     | 1      | 188  | 4.º  |
| 2014  | Moto2  | Kalex    | Marc VDS Racing Team        | 18       | 3         | 10     | 3     | 3      | 289  | 2.º  |
| 2015  | Moto2  | Kalex    | Italtrans Racing Team       | 18       | 0         | 0      | 0     | 0      | 72   | 15.º |
| 2015  | Moto2  | Speed Up | QMMF Racing Team            | 18       | 0         | 0      | 0     | 0      | 72   | 15.º |
| 2016  | MotoGP | KTM      | Red Bull KTM Factory Racing | 1        | 0         | 0      | 0     | 0      | 0    | NC   |
| 2017  | MotoGP | KTM      | Red Bull KTM Factory Racing | 4        | 0         | 0      | 0     | 0      | 11   | 24.º |
| 2018  | MotoGP | KTM      | Red Bull KTM Factory Racing | 2        | 0         | 0      | 0     | 0      | 6    | 25.º |
| 2019  | MotoGP | KTM      | Red Bull KTM Factory Racing | 6        | 0         | 0      | 0     | 0      | 7    | 26.º |
| Total | Total  | Total    | Total                       | 246      | 16        | 49     | 18    | 12     | 1982 |      |

### Por categoría
| Categoría | Temporadas           | 1.er Gran Premio | 1.er Podio    | 1.ª Victoria         | Carreras | Victorias | Podios | Pole | V.Rap | Pts. | WC |
| --------- | -------------------- | ---------------- | ------------- | -------------------- | -------- | --------- | ------ | ---- | ----- | ---- | -- |
| 125 cc    | 2001–2006            | Alemania 2001    | Malasia 2003  | Portugal 2005        | 82       | 7         | 23     | 12   | 4     | 751  | –  |
| 250 cc    | 2007–2008            | Catar 2007       | Alemania 2007 | Japón 2007           | 33       | 5         | 10     | 2    | 4     | 353  | –  |
| Moto2     | 2011–2015            | Catar 2011       | Valencia 2011 | República Checa 2013 | 86       | 4         | 16     | 4    | 4     | 740  | –  |
| MotoGP    | 2009–2010, 2016-2019 | Catar 2009       |               |                      | 45       | 0         | 0      | 0    | 0     | 138  | –  |
| Total     | 2001–2019            | 2001–2019        | 2001–2019     | 2001–2019            | 246      | 16        | 49     | 18   | 12    | 1982 | –  |

### Carreras por año
(Carreras en negrita indica pole position, carreras en cursiva indica vuelta rápida)
| Año  | Clase  | Moto     | 1       | 2       | 3       | 4       | 5       | 6       | 7       | 8       | 9       | 10      | 11      | 12      | 13      | 14      | 15      | 16      | 17      | 18      | 19     | Pos. | Pts. |
| ---- | ------ | -------- | ------- | ------- | ------- | ------- | ------- | ------- | ------- | ------- | ------- | ------- | ------- | ------- | ------- | ------- | ------- | ------- | ------- | ------- | ------ | ---- | ---- |
| 2001 | 125cc  | Honda    | JPN -   | RSA -   | SPA -   | FRA -   | ITA -   | CAT -   | NED -   | GBR -   | GER Ret | CZE -   | POR -   | VAL Ret | PAC -   | AUS -   | MAL -   | BRA -   |         |         |        | NC   | 0    |
| 2002 | 125cc  | Honda    | JPN Ret | RSA 12  | SPA 5   | FRA 8   | ITA Ret | CAT 9   | NED Ret | GBR Ret | GER 9   | CZE 10  | POR 8   | BRA 8   | PAC 6   | MAL 7   | AUS Ret | VAL 16  |         |         |        | 11.º | 78   |
| 2003 | 125cc  | Honda    | JPN 11  | RSA 7   | SPA 16  | FRA Ret | ITA 13  | CAT 7   | NED 11  | GBR 7   | GER 10  |         |         |         |         |         |         |         |         |         |        | 11.º | 88   |
| 2003 | 125cc  | KTM      |         |         |         |         |         |         |         |         |         | CZE 4   | POR Ret | BRA 19  | PAC 7   | MAL 2   | AUS Ret | VAL Ret |         |         |        | 11.º | 88   |
| 2004 | 125cc  | KTM      | RSA 12  | SPA Ret | FRA 6   | ITA Ret | CAT 9   | NED Ret | BRA 8   | GER 5   | GBR 4   | CZE Ret | POR 2   | JPN Ret | QAT 4   | MAL Ret | AUS Ret | VAL Ret |         |         |        | 10.º | 86   |
| 2005 | 125cc  | KTM      | SPA 2   | POR 1   | CHN 11  | FRA 3   | ITA Ret | CAT 3   | NED Ret | GBR 7   | GER 1   | CZE 2   | JPN 1   | MAL 2   | QAT 2   | AUS 5   | TUR Ret | VAL 1   |         |         |        | 2.º  | 237  |
| 2006 | 125cc  | KTM      | SPA 4   | QAT 2   | TUR Ret | CHN 1   | FRA 2   | ITA 6   | CAT Ret | NED 1   | GBR 2   | GER 8   | CZE 2   | MAL 2   | AUS 2   | JPN 1   | POR 3   | VAL 2   |         |         |        | 2.º  | 262  |
| 2007 | 250cc  | KTM      | QAT Ret | SPA Ret | TUR 6   | CHN 5   | FRA 7   | ITA Ret | CAT 6   | GBR 6   | NED 8   | GER 2   | CZE 3   | RSM Ret | POR Ret | JPN 1   | AUS Ret | MAL 4   | VAL 1   |         |        | 7.º  | 157  |
| 2008 | 250cc  | KTM      | QAT 3   | SPA 1   | POR 3   | CHN 1   | FRA 5   | ITA 4   | CAT Ret | GBR 1   | NED 7   | GER 4   | CZE 5   | RSM Ret | IND C   | JPN 4   | AUS 3   | MAL Ret | VAL 11  |         |        | 3.º  | 196  |
| 2009 | MotoGP | Ducati   | QAT 8   | JPN 8   | SPA Ret | FRA Ret | ITA 13  | CAT 9   | NED Ret | USA -   | GER 14  | GBR 10  | CZE Ret | IND 8   | RSM 7   | POR Ret | AUS 9   | MAL 10  | VAL 9   |         |        | 15.º | 71   |
| 2010 | MotoGP | Ducati   | QAT Ret | SPA 7   | FRA 13  | ITA Ret | GBR 13  | NED 11  | CAT 12  | GER Ret | USA 9   | CZE Ret | IND Ret | RSM Ret | ARA 14  | JPN 15  | MAL 12  | AUS 11  | POR -   | VAL -   |        | 17.º | 43   |
| 2011 | Moto2  | Suter    | QAT 20  | SPA 17  | POR Ret | FRA Ret | CAT 8   | GBR Ret | NED Ret | ITA 17  | GER DNS | CZE 13  | IND 9   | RSM 15  | ARA 10  | JPN 10  | AUS 16  | MAL 6   | VAL 2   |         |        | 16.º | 61   |
| 2012 | Moto2  | Kalex    | QAT 10  | SPA 7   | POR 9   | FRA 5   | CAT 9   | GBR 10  | NED 10  | GER 2   | ITA 11  | IND 4   | CZE 9   | RSM 4   | ARA 15  | JPN 16  | MAL 6   | AUS Ret | VAL 7   |         |        | 6.º  | 130  |
| 2013 | Moto2  | Kalex    | QAT 5   | AME 3   | SPA Ret | FRA 2   | ITA 5   | CAT 9   | NED 4   | GER 12  | IND 7   | CZE 1   | GBR 6   | RSM 9   | ARA 5   | MAL 4   | AUS 7   | JPN 2   | VAL 14  |         |        | 4.º  | 188  |
| 2014 | Moto2  | Kalex    | QAT 2   | AME 4   | ARG 7   | SPA 1   | FRA 1   | ITA 6   | CAT 4   | NED 3   | GER 2   | IND 1   | CZE 2   | GBR 2   | RSM 2   | ARA 7   | JPN 5   | AUS 4   | MAL 2   | VAL Ret |        | 2.º  | 289  |
| 2015 | Moto2  | Kalex    | QAT 6   | AME 8   | ARG 4   | SPA Ret | FRA Ret | ITA Ret | CAT 12  | NED 8   | GER 12  | IND Ret | CZE 15  | GBR 20  | RSM Ret |         |         |         |         |         |        | 15.º | 72   |
| 2015 | Moto2  | Speed Up |         |         |         |         |         |         |         |         |         |         |         |         |         | ARA 11  | JPN 15  | AUS 8   | MAL 12  | VAL 10  |        | 15.º | 72   |
| 2016 | MotoGP | KTM      | QAT -   | ARG -   | AME -   | SPA -   | FRA -   | ITA -   | CAT -   | NED -   | GER -   | AUT -   | CZE -   | GBR -   | RSM -   | ARA -   | JPN -   | AUS -   | MAL -   | VAL Ret |        | NC   | 0    |
| 2017 | MotoGP | KTM      | QAT     | ARG     | AME     | SPA     | FRA     | ITA     | CAT     | NED     | GER 16  | CZE     | AUT 10  | GBR     | RSM     | ARA 11  | JPN     | AUS     | MAL     | VAL Ret |        | 24.º | 11   |
| 2018 | MotoGP | KTM      | QAT     | ARG     | AME     | SPA 10  | FRA     | ITA     | CAT Ret | NED     | GER DNS | CZE     | AUT     | GBR     | RSM     | ARA     | THA     | JPN     | AUS     | MAL     | VAL    | 25.º | 6    |
| 2019 | MotoGP | KTM      | QAT     | ARG     | AME     | SPA     | FRA     | ITA     | CAT     | NED     | GER     | CZE     | AUT     | GBR     | RSM     | ARA 17  | THA Ret | JPN 14  | AUS Ret | MAL 15  | VAL 12 | 26.º | 7    |

- * Temporada en progreso.